# Окрутне намере 2
Окрутне намере 2 (енгл. Cruel Intentions 2) амерички је филм из 2000. режисера и сценаристе Роџера Кимбла и представља преднаставак филма Окрутне намере.

## Радња
Себастијан Валмонт, који је дао све од себе да га избаце из школе, преселио се у Њујорк код оца, који се оженио четврти пут. Жели да започне нови живот пристојног човека. Нова маћеха има ћерку Кетрин, која се труди да изгледа као кучка мајка. Кетрин се није одмах заљубила у свог полубрата, који је у свему надмашује.
Себастијан се заљубљује у Данијелу, ћерку директора његове нове школе. Она се разликује од других девојака по озбиљности и сврсисходности, учи и кује у књижари. Кетрин намерава да Шери, невин идиот из лудо богате породице, претвори у последњу проститутку. Школа у којој уче Себастијан и Кетрин намењена је деци богатих родитеља. А Кетрин је на челу овог скупа снобова. Али она баш не воли изабрани пут - да постане иста као њена мајка. Како ће се решити Себастијанов сукоб са Катарином? А шта ће се даље догодити између њега и Данијела?

## Улоге
| Глумац        | Улога           |
| ------------- | --------------- |
| Ејми Адамс    | Кетрин          |
| Робин Дан     | Себастијан      |
| Сара Томпсон  | Данијела        |
| Кери Лин Прат | Шери            |
| Бари Флатман  | директор Шерман |
| Мими Роџерс   | Тифани          |
| Тереза Хил    | Лили            |